# Манфред
 Тази статия е за краля на Сицилия.  За произведението на Байрон вижте Манфред (поема).  
Манфред (* 1232, Веноза, Сицилианско кралство; † 26 февруари 1266, Беневенто, Сицилианско кралство) е крал на Сицилия от 1258 до 1266.

## Произход
Той е извънбрачен син на император Фридрих II Хоенщауфен и графиня Бианка Ланчия. Според хронисти, съвременници на родителите му, между двамата се е състояла „confirmatio matrimonii in articulo mortis“ („сватбена церемония в момента на смъртта“), докато майка му е била на смъртно легло. Бракът изглежда е бил по настояване на Бианка, дългогодишна наложница на императора, за спасение на душата ѝ и осигуряване бъдещето на децата ѝ. Въпреки че бракът му с Бианка не е признат за „каноничен“ от църквата, Фридрих II изглежда приема Манфред като свой легитимен син и в завещанието си го определя за принц на Таранто и представител на полубрат си Конрад IV в Италия.
Манфред, който в първата част от живота си носи името на майка си, учи в Париж и Болоня и споделя с баща си любовта към поезията и науката. Когато баща му умира през 1250 година, Манфред, тогава едва на 18, лоялно и убедително оправдава доверието на императора.

## Начало на управлението
Управлението на младия благородник започва с вълнения, основно заради въстанията, подбудени от германофобския папа Инокентий IV. Те обаче се оказват неуспешни и скоро, благодарение на ефективните си действия, Манфред установява контрол върху повечето въстанически градове, с изключение на Неапол. След пристигането на полубрат му – немския император Конрад IV в Южна Италия през 1252 и особено след падането на Неапол в имперски ръце през октомври 1253, авторитета на Манфред трайно се утвърждава сред народа. Въпреки любовта на хората, недоверието към Манфред у Конрад се увеличава дотолкова, че императора започва да отнема феодални владения на нелегитимния си брат, ограничавайки влиянието му само до Княжество Таранто. Скоро обаче Манфред получава шанс да върне загубено си влияние, когато през май 1254 император Конрад IV умира от малария. Манфред, отказва да предаде Сицилия в ръцете на врага си Инокентий IV, приема да стане регент на Конрадин, невръстния син на починалия император. Този ход донася на непризнатия Хоенщауфен отлъчване от църквата, на чиято протекция Конрад IV е доверил сина си през юли същата година. Усетил силната заплаха спрямо властта си, Манфред се съгласява да преговаря с Инокентий и през септември двамата сключват договор, по силата на който папата влиза във владение на континенталната провинция Апулия. Мирът се оказва краткотраен и скоро, подтикнат от подозрения, подбудени от поведението на папската свита и окупирането на Кампания от папски войски, Манфред започва да търси съюз с сарацините в Лучера. Подпомогнат от арабските сили, той побеждава папската армия край Фоджа на 2 декември 1254, и скоро си връща контрола над териториите в Сицилия и Южна Италия. Няколко дни след това, на 7 декември, Инокентий IV умира, а на папския престол сяда Александър IV. Въпреки промяната, съветниците на Инокентий продължават да играят ключова роля в решенията на Светия престол, карайки Александър отново да отлъчи Манфред. В същото време Манфред поддържа германофилските гибелини в провинция Тоскана, основно в град Сиена, като им изпраща немски рицари, които по-късно играят ключова роля за победата над гвелфска Флоренция. По този начин Манфред става покровител на лигата на гибелинските градове.
През 1257 Манфред отново разбива папските войски, слагайки край на въстанията в кралството, което затвърждава и стабилизира властта му в Южна Италия и остров Сицилия. През същата година получава титлата „викарий“ от Конрадин, чийто представител все още е.

## Крал на Сицилия
През следващата 1258 година, възползвайки се от неверен слух за смъртта на Конрадин, Манфред е коронован крал на Силиция в катедралата на Палермо на 10 август. Скоро обаче до новия крал достига вестта, че непълнолетният Конрадин всъщност е жив, но Манфред, подкрепен от народа, отказва да предаде короната на законния наследник и подчертава пред пратениците на Конрадин необходимостта от силен местен владетел. Папата, за когото алианс със сарацините бил сериозна обида, обявява коронацията на Манфред за нелегитимна. Пренебрегвайки отлъчването си, новият крал се фокусира към разширяване на влиянието си в Централна и Северна Италия, където лидерът на гибелините Ецелино III да Романо е изчезнал. Манфред успява да назначи викарии в областите Сполето, Марке, Романя, Ломбардия и Тоскана, като в последната е обявен за неин защитник от гражданите на Флоренция. Силата му се затвърждава и с брака на дъщеря му Констанс през 1262 г. за Педро III Арагонски.

## Отлъчване и смърт
Ужасен от случващото се, новият папа Урбан IV отлъчва Манфред. Светият престол първо опитва да продаде Кралство Сицилия на Ричард, граф на Корнуол, който отказва с думите „Това е все едно да ми кажете – „Ето, подарявам Ви Луната – просто се качете в небето и си я вземете!““. През 1263 обаче папата постига успех в същата сделка с Шарл I, граф на Анжу, брат на френския крал Луи IX. Разбирайки за случилото се, Манфред издава манифест, насочен към жителите на Рим, в който защитава правото си на власт над Сицилия.
Армията на Шарл, наброяваща 300 000 души, преминава в Италия в края на 1265, нанасяйки серия от поражения над северните гибелински градове. Коронован е в Рим през 1266 без присъствието на папата. Инвазията на френския благородник в Кралство Сицилия, тогава обхващащо територии в Южна и Централна Италия, започва на 20 януари 1266 и след няколко дребни сражения, Шарл и Манфред се срещат в битката при Беневенто на 26 февруари 1266 г. Армията на Манфред търпи поражение, а самия той, отказвайки да избяга от бойното поле за разлика от повечето от благородниците си, предава кралския плащ на свой приятел и се хвърля в атака срещу настъпващите френски войски, в която намира смъртта си. Над тялото му, погребано на бойното поле, е поставена огромна камара камъни, но с намесата на папата останките му са преместени на брега на река Гариляно, извън пределите на Папството и Неапол.
Скоро след смъртта му цялото кралство пада в ръцете на Шарл I, а на север от Алпите последната надежда на династията Хоенщауфен – Конрадин, се готви за поход, който ще се окаже трагична развръзка на половин вековната война между имперската немска династия и Папството.
Вдовицата на Манфред и децата му са пленени и предадени на Шарл Анжуйски. Тримата сина на Манфред цял живот прекарват в затвора; дъщеря му Беатрис след 18-годишен плен е освободена от затвора в замяна на Карл II Анжуйски, син на Шарл I.

## Личен живот и наследство
Манфред е изключително образован за времето си и е обект на възхищение от съвременниците си заради благородния му нрав, физическа красота и интелектуални достижения.
Град Манфредония в днешната провинция Пулия е построен от него между 1256 – 1263 близо до античния град Сипонтум. Шарл I Анжуйски се опитва да преименува града „Нов Сипонтум“, но това име не успява да се утвърди и града продължава да носи името на създателя си.
Сред днешните му наследници са краля на Испания Хуан Карлос I, кралица Елизабет II и други.

### Бракове и деца
Манфред се жени два пъти.
∞ 1. за Беатрис, дъщеря на Амадей IV, граф на Савоя; имат едно дете:
- Констанца Сицилианска (* 1249, † 1302), ∞ за Педро III Арагонски

∞ 2. за Елена Ангелина Дукина, дъщеря на Михаил II Комнин, деспот на Епир; те имат децата:
- Анри († 31 октомври 1318)
- Фредерик (* 1259; † 2 юни 1312)
- Анселм (* 1261; † 1301)
- Флорделис (* 1266; † 27 февруари 1297), освободена след 18 г. затвор.

## Манфред в литературата и изкуството
Животът му става сюжет на редица драми и литературни произведения:
- Данте Алигиери го споменава в „Божествена комедия“ – Чистилище, песен III.
- лорд Байрон дава името на своя главен герой Манфред в едноименната поема „Манфред“.
- Чайковски съчинява симфония „Манфред“.